# 다시로 마사시
다시로 마사시(일본어: 田代 まさし, 본명:田代 政, 1956년 8월 31일 ~ )는 일본의 전 배우, 예술가로서, 오리지널 비디오 감독도 맡았다. 애칭은 '마시'. 소위 '마사시 축제'(뒤에 설명)가 일어난 이후에는 '2채널(2ちゃんねる)'를 중심으로 '다시로', '다시록(Tashirock)', '(개그의) 신' 등으로도 불렸다. 2001년에는 타임지의 올해의 인물에 오르기도 했다. 한때 2000년 여성 도촬 사건과, 2001년 남자 목욕탕 훔쳐보기, 각성제 소지등 여러 차례 체포되어 많은 논란을 일으켰다. 현재 그는 출소한상태다.

## 출연
- 시무라켄의 바보영주(일본어판)
- 시무라켄노 다이죠부다아(일본어판)

## 내력
- 출신지 : 일본 사가현 (프로필 상에서는 일본 동경도)
- 체포 경력 : 4회

### 샤넬즈
고등학교 졸업후인 1980년에 스즈키 마사유키(鈴木雅之)와 쿠와노 노부요시(桑野信義) 등과 결성한 일본 doo-wop 그룹 '샤넬즈(シャネルズ)'로 데뷰했다. 그 후 프랑스 고급 브랜드 샤넬로부터 이의가 제기되어 1983년에 그룹 명칭을 "랫츠 앤 스타(ラッツ&スター)"로 개칭하였다. 그룹명을 바꾼 뒤에도 다수의 히트곡으로 'The best 10(ザ・ベストテン)'등의 가요방송에 출연하여 연일 TV에서 얼굴을 볼 수 있었다. 작곡가로서 고이즈미 쿄코의 노래에도 선을 댄 적이 있다. 솔로곡으로 스즈키 마사유키가 작곡하고 아키모토 야스시(秋元康)가 작사를 담당한 '니이지마의 전설(新島の伝説)'을 발표했다. 

### 말장난의 제왕
그 이후 The drifters에 의해 개그 센스를 발휘하게 되어 이 방면으로 연예계에 진출하게 된다. 이 대단한 개그 센스 때문에 '말장난의 제왕', '소도구의 천재'로 불려서 정규 출현하는 방송이 여럿이었으며 대기업 CF에도 몇 차례 출연하는 등 인기를 얻었다. 이에 더욱이 자서전과 말장난 어록 등이 출판되기도 하고 자신의 이름을 빌린 PC게임 '다시로 마사시의 온통 Princess(田代まさしのプリンセスがいっぱい)'가 말매되었으며, 영화감독을 맡는 등 다채로운 활약을 보여 주었다.

### 슬럼프
그 후 2000년 9월 24일에 도큐도요코선(東急東横線) 도립대학역 역내에서 여성의 속옷을 도촬하려고 한 일로 조사 받았다. (이 사건과 뒤의 훔쳐보기 사건 등으로 인해 2챤네루에서는 훔쳐보기 행귀가 '다시로'로 불렸다.
같은 해 10월 4일에 이 사실이 발각되어 TV리포터에게 도촬한 이유를 질문받자 "'미니스커트에서 문어가 나온다'란 이름의 개그를 만들려고 하고 있었다."고 변명했다.  (이 말은 다시로 측근에서 일러준 말이란 설도 있다) 이 말은 일부에서 (조소의 의미를 내포한) 유행어가 되었다. 또한 다시로의 범죄가 뉴스로 전해진 직후, 초등학생, 중학생들이 놀릴 대 '다시로다, 다시로다'라고 말하기도 했다. 이로 인해 연예활동을 쉬게 되었다. 이후 다시로는 "미니스커트를 몰살하고 싶다"라고 말한 바 있다.

### 복귀
2001년 7월 경, '다운타운DX(ダウンタウンDX)', '메챠메챠이케테루!(めちゃ²イケてるッ!)', '구루구루나인티나인(ぐるぐるナインティナイン)'등의 TV 방송에 게스트로 출연하면서 연예계에 복귀하였다. 정규 출연했던 '시무라 켄의 멍청한 나으리(志村けんのバカ殿様)'의 부하역으로도 등장했다. 또한 '탄환! 히어로즈(弾丸!ヒーローズ)'에서는 정규 출연을 목적으로 해서 출발점인 도쿄도로부터 오키나와섬까지 들키지 않고 도착하는 것에 도전했다. 그 결과 교토부까지 100여장의 사진에 찍혀, 실패로 끝나고 말았으나 연속해서 황금시간대에 등장하여 연예계 복귀는 일단 성공한 것처럼 보였다.

### 몰락
그러나 복귀 이후의 방송에선 사건 이전의 개그 스타일을 그만두어 활달한 모습을 볼 수 없었다. 다시로가 움츠려 들자 출연자들이 같이하기 힘들어 보이는 면도 브라운관을 넘어 전해졌으며, 또한 다시로 본인도 어찌하면 좋을런지 모르는듯한 인상을 주었다. 그리고 '탄환! 히어로즈' 촬영으로부터 얼마 지나지 않은 2001년 12월 9일 다시로는 남자 목욕탕 훔쳐보기로 체포되었고, 다시 3일 후인 같은해 12월 12일에는 각성제 소지와 사용이 발각되어 다시 체포되었다. 이 일에 대해 다시로의 소속사 MTM 프로덕션은 같은 날 다시로의 징계 해고를 발표했다. 출연 방송 제작사인 아사히 방송은 알려지기 전이란 이유로 이 파란을 피할 수 있었다.
이 일에 대해 시무라켄이나 쿠와노 노부요시는 격노하여 "그 녀석이 최악의 짓을 저질렀기에 연예계로부터 없애버리고 싶다"는 코멘트를 남겼다. 다시 2002년 1월에 방송된 '시무라켄의 멍청한 나으리'나 2002년의 '신년 봄 숨기기 대회(新春かくし芸大会)'의 수록에도 참가했으나 체포 후의 방송일정이여서 다시로 출연 부분은 편집되었다. 현재 출소했다.